# Živic
Živic je priimek več znanih Slovencev:
- Marijan Živic (1919—2001), zamejski duhovnik, openski dekan, monsinjor in kulturni delavec
- Stanko Živic (1920—2007), zamejski duhovnik, Salezijanec, srednješolski prof. književnosti
- Valentin Matija Živic (1828—1917), inženir, podjetnik in tehnični izumitelj